# Sippola

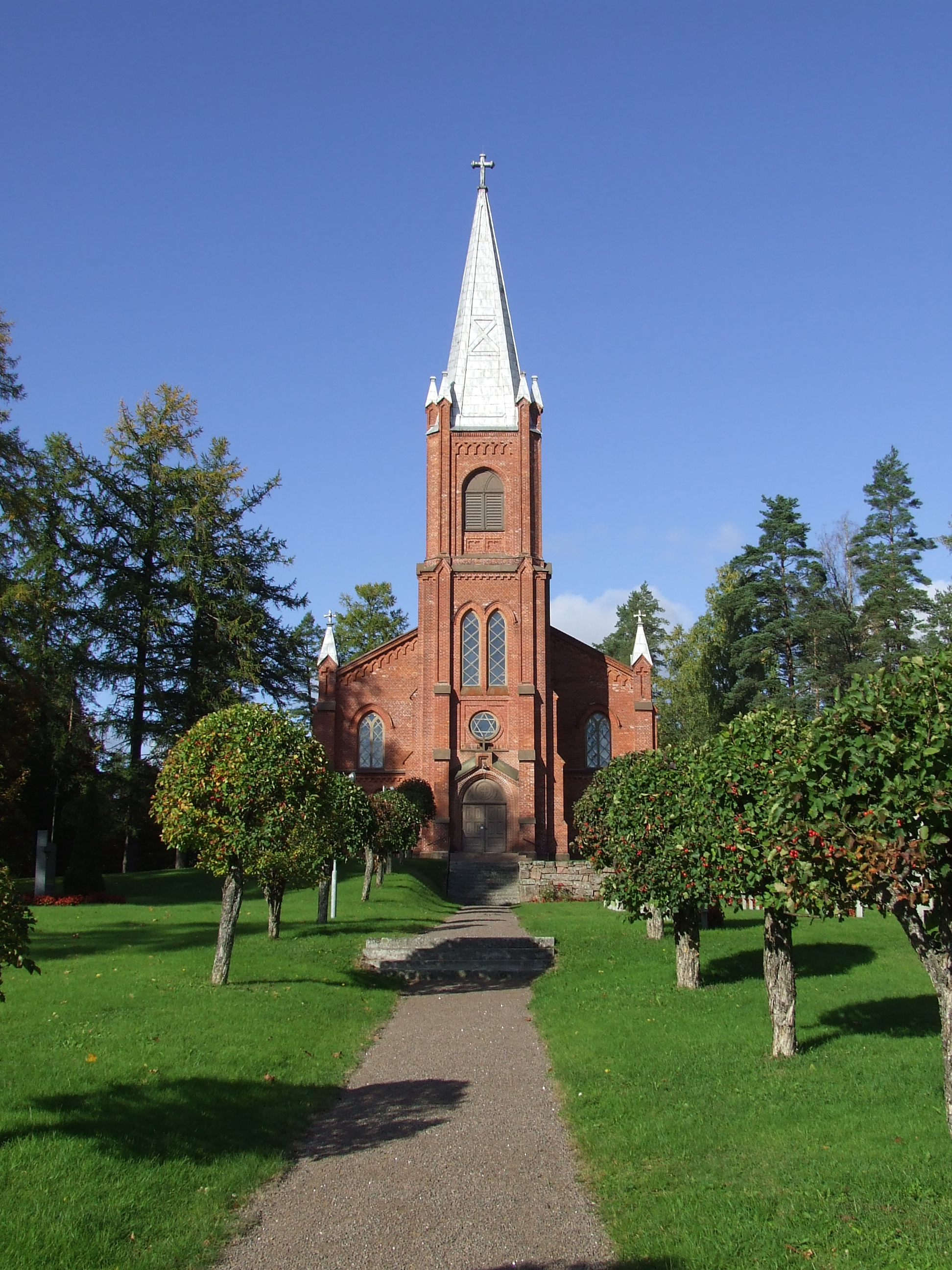
Sippola kyrka.

Sippola är en tidigare kommun, sedan 2009 ingående i Kouvola stad.
Ytan var 460,0 km² och kommunen beboddes år 1908 av 7 930 människor med en befolkningstäthet av 17,2 invånare per km² (31 december 1908).
Sippola var enspråkigt finskt och blev del av Anjalankoski 1 januari 1975, som i sin tur uppgick i Kouvola 2009. Kommunen tillhörde Viborgs län till 1945, därefter Kymmene län, och Kymmene härad till 1948, därefter Kouvola härad.
De viktigaste orterna i Sippola är industriorterna Ingerois (finska Inkeroinen) och Myllykoski, uppbyggt kring det år 1892 grundade pappersbruket, stationssamhället Kaipiais (finska Kaipiainen) samt Sippola kyrkby.